# Cryptodifflugia

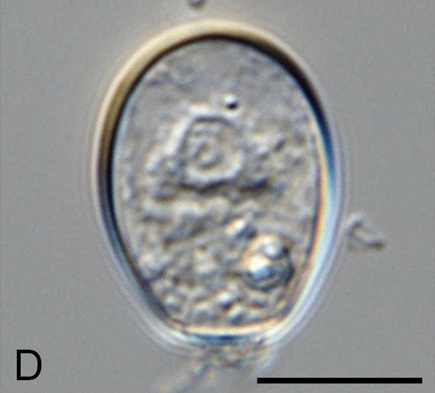
LM-Aufnahme von C. oviformis, Balken: 10 µm.

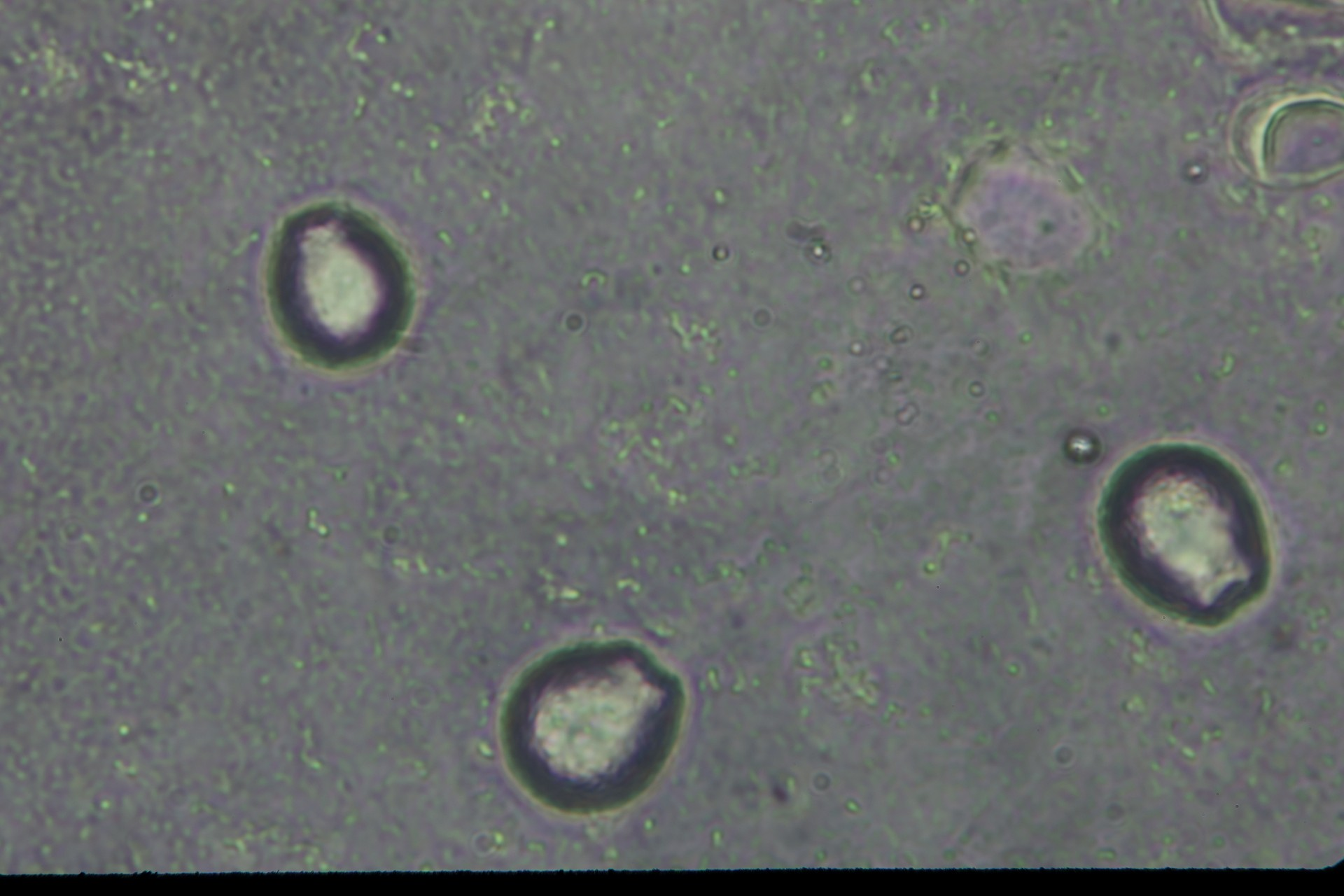
C. operculata

Cryptodifflugia ist eine Gattung beschalter (Testater) Amöben der Ordnung Arcellinida. Sie enthält alle Arten, die früher in der Gattung Difflugiella zusammengefasst waren (jetzt ein Synonym von Cryptodifflugia).

## Beschreibung
Die Cryptodifflugia-Arten zeichnen sich durch eine ovale, eiförmige Schale (englisch Test, früher auch als Theca bezeichnet) mit einem kurzen „Hals“ (engl. neck) aus.
Ihre Oberfläche ist entweder glatt oder mit anhaftenden Fremdpartikeln versehen.
Die Schale kann farblos, gelb oder braun sein und besteht aus einem äußeren proteinhaltigen Material. Es gibt eine endständige Öffnung (engl. aperture), die entweder eine runde oder ovale Form hat.
Die Zellen zeigen Pseudopodien (Scheinfüßchen) in Form von ektoplasmatischen, anastomosierenden Retikulopodien – d. h., dass sie aussehen wie feine Fäden, die sich verzweigen, aber auch wieder zusammenwachsen (anastomosieren) können, und so ein dichtes Netz zu bilden.

## Systematik
In der 2017 von Brobov und Mazei überarbeiteten Klassifizierung der Gattung wurden 23 Arten und einige Unterarten aufgeführt;
einige der Arten werden derzeit (Stand 15. September 2024) auch in Online-Datenbanken geführt:
(N) – National Center for Biotechnology Information (NCBI)
(T) – Tree of Life Web Project (ToL)
(W) – World Register of Marine Species (WoRMS)
Gattung Cryptodifflugia Penard, 1890(N,T,W)
[Difflugiella Cash 1904(W)]
- Cryptodifflugia angulata Playfair, 1917 – Australien
- Cryptodifflugia angusta (Schönborn, 1965) Page, 1966 – Bulgarien, Polen, Deutschland
- Cryptodifflugia angustastoma Beyens & Chardez, 1982 – Belgien
- Cryptodifflugia apiculata (Cash, 1904) Page, 1966 – England, Russland, Deutschland, Rumänien
- Cryptodifflugia bassini Bobrov, 2001 – Russland, Japan
- Cryptodifflugia brevicolla Golemansky, 1979 – Vietnam
- Cryptodifflugia collum (Chardez, 1971) Bobrov & Mazei, 2017(W)
[Difflugiella collum Chardez, 1971(W)[6]]
– Belgien, Frankreich
- Cryptodifflugia compressa Penard, 1902 – kosmopolitisch
  - Cryptodifflugia compressa angustioris Tarnogradsky, 1959 – Kaukasus, Belgien, Deutschland, Spitzbergen
  - Cryptodifflugia compressa australis Playfair, 1917 – Australien
  - Cryptodifflugia compressa ovata Playfair, 1917 – Australien
- Cryptodifflugia crenulata Playfair, 1917 – kosmopolitisch
  - Cryptodifflugia crenulata glabra (Schönborn, 1965) Bobrov & Mazei, 2017 – Deutschland, Polen
  - Cryptodifflugia crenulata globosa Playfair, 1917 – Australien, Polen, Deutschland, Grönland, Rumänien, Vietnam, Südgeorgien, Île de la Possession, Crozetinseln
- Cryptodifflugia horrida Page, 1966(T) – Bulgarien, Deutschland, Polen, Tschechien, Spitzbergen, Vietnam
- Cryptodifflugia lamingerae (Chardez, 1977)(W) – nicht bei Brobov & Mazei (2017)
[Difflugiella lamingerae Chardez, 1977(W)]
- Cryptodifflugia lanceolata Golemansky, 1970(W) – kosmopolitisch

- Cryptodifflugia leachi Nicholls, 2006 – Kanada
- Cryptodifflugia minuta (Playfair, 1917) Bobrov & Mazei, 2017 – Australien, Russland, Grönland, USA, Île de la Possession, Crozetinseln
- Cryptodifflugia operculata Page 1966(N) – nicht bei Brobov & Mazei (2017)
– Isolat 148A aus einem Trinkwassernetz
- Cryptodifflugia oviformis Penard, 1890(T,N) – Typusart – kosmopolitisch
  - Cryptodifflugia oviformis fusca (Penard, 1890) Bonnet & Thomas, 1956 – kosmopolitisch
- Cryptodifflugia paludosa Golemansky, 1981(W) – Schwarzes Meer
- Cryptodifflugia patinata (Schönborn, 1964) Bobrov & Mazei, 2017 – Deutschland, Polen
- Cryptodifflugia psammophila (Golemansky, 1970) Bobrov & Mazei, 2017(W)
[Difflugiella psammophila Golemansky, 1970(W)]
– Ostsee, Schwarzes Meer, Mittelmeer, Karibisches Meer, Atlantik, Pazifik
- Cryptodifflugia pusilla Playfair, 1917 – kosmopolitisch
  - Cryptodifflugia pusilla conica Playfair, 1917 – Australien
- Cryptodifflugia sacculus (Penard, 1902) Deflandre, 1953 – kosmopolitisch
  - Cryptodifflugia sacculus sakotschawi Tarnogradsky, 1959 – Kaukasus
- Cryptodifflugia splendida (Schönborn, 1965) Page, 1966 – Polen, Deutschland
- Cryptodifflugia valida Playfair, 1917 – Australien, Chile
- Cryptodifflugia voigti Schmidt, 1926 – Deutschland, Russland, Belgien, Rumänien
- Cryptodifflugia vulgaris (Francé, 1913) Volz, 1928 – Deutschland, Bulgarien, Russland

### Ausschlüsse
Mehrere Arten bzw. Unterarten, die zuvor Cryptodifflugia oder Difflugiella zugeordnet waren, wurden bei der Revision 2017 ausgeschlossen bzw. anderen Gattungen zugeordnet:
- Difflugiella heynigi Schönborn, 1965 und Cryptodifflugia lamingerae Chardez, 1977

– diese entsprechen nicht der Beschreibung der Gattung, da sie größer sind und sich durch ein apikales (an der Spitze befindliches) aborales (von der Öffnung weg gelegenes) Ende der Schale und einen markanten langen Hals mit Kragen auszeichnen; es ist möglich, dass diese beiden Arten stattdessen der Gattung Chardezia angehören.
- Cryptodifflugia sakotschawi und Cryptodifflugia kelensis

– diese wurden 1945 von Tarnogradsky erwähnt, ihre Beschreibungen wurden jedoch nie veröffentlicht.
- Cryptodifflugia turfacea Zacharias, 1903 und Cryptodifflugia vanhoornei Beyens & Chardez, 1987

– diese zeichnen sich retortenförmige Schale und werden daher eher zu einer anderen Gattung klassifiziert.